# Munditia manawatawhia
Munditia manawatawhia là một ốc biển nhỏ, là động vật thân mềm chân bụng sống ở biển trong họ Liotiidae. Nó được tìm thấy ở Three Kings Islands, New Zealand.